# 克莱县 (印第安纳州)
克萊縣（英語：Clay County）是美國印第安納州西部的一個縣。面積933平方公里。根据美國2000年人口普查，共有人口26,556人。縣治巴西城（Brazil）。
成立於1825年4月1日縣名紀念代表肯塔基州的聯邦參議員、國務卿亨利·克萊（Henry Clay）。